# ZRANB2
ZRANB2‏ (Zinc finger RANBP2-type containing 2) هوَ بروتين يُشَفر بواسطة جين ZRANB2 في الإنسان.